# Gehe hin und verkünde es vom Berge
Go Tell It on the Mountain (deutscher Titel: Gehe hin und verkünde es vom Berge; in der neueren Übersetzung: Von dieser Welt) ist der Debütroman des US-amerikanischen Schriftstellers James Baldwin aus dem Jahr 1953. Er gilt als einer der wichtigsten Romane mit afroamerikanischer Thematik im 20. Jahrhundert. 1998 wählte die Modern Library den Roman in ihrer Liste der besten 100 englischsprachigen Romane des 20. Jahrhunderts auf Platz 39; auch in die Time-Auswahl der besten 100 englischsprachigen Romane von 1923 bis 2005 sowie in Joachim Kaisers 1000 Büchern wurde Baldwins Werk aufgenommen.

## Handlung
Im Harlem der 1930er-Jahre wächst der intelligente, sexuell unschlüssige Jugendliche John Grimes auf. Die weißen Lehrer fördern ihn zwar zum Teil, dennoch scheint sein Leben insgesamt von seiner afroamerikanischen Herkunft vorbestimmt. Sein streng religiöser Stiefvater ist Mitglied in der Pfingstbewegung, die zwar einerseits der schwarzen Gemeinde Hoffnung und Zusammenhalt schenkt, aber auch nicht ihre Lage verändert und von moralischer Bigotterie sowie religiösem Fanatismus geprägt ist. John sucht nach seinem echten Vater und nach einer Rolle in der Gesellschaft.

## Hintergrund
Nicht nur inhaltlich, auch sprachlich drückt sich in Baldwins Roman die Auseinandersetzung mit dem christlichen Glauben aus: So liest sich der Sprachrhythmus des englischsprachigen Romans ähnlich dem der King-James-Bibel. Der Titel übernahm Baldwin von einem bekannten Spiritual. Der Roman macht an bestimmten Punkten Reverenzen zu Bibelfiguren wie Ham oder Moses, die in Kontext zu dem Leben der Romanfiguren gesetzt werden. Viele Kritiker brachten auch Baldwins Sprachbilder in Verbindung mit afroamerikanischer Jazzmusik, auch verbunden durch Baldwins Aussage, er wolle so schreiben wie Jazzmusiker spielen würden. Auf einer weiteren Ebene sahen zeitgenössische Kritiker den Roman auch allgemein als Entwicklungsroman.
Der Roman ist stark autobiografisch. Baldwin lernte seinen biologischen Vater nie kennen und hatte zeitlebens eine schwierige Beziehung zu seinem Stiefvater, einem Prediger. Er äußerte 1984 rückblickend zu seinem Erstlingsroman: „Mountain ist das Buch, das ich schreiben musste, bevor ich jemals etwas anderes schreiben wollte. Ich musste mich mit dem auseinandersetzen, was mich am meisten verletzte. Ich musste mich, vor allen Dingen, mit meinem Vater auseinandersetzen. Er war mein Vorbild, ich habe viel von ihm gelernt. Nichts hat mir seitdem Angst eingejagt.“ Insgesamt hatte Baldwin an dem Roman, den er 1952 im Chalet eines Freundes in einem Walliser Bergdorf vollendete, rund zehn Jahre gearbeitet.

## Rezeption
Viele Kritiker werteten Go Tell It on the Mountain trotz der Darstellung der afroamerikanischen Gesellschaft nicht als Protestliteratur, sondern eher als ein Porträt. Insgesamt fallen die Kritiken für Baldwins Roman bis heute positiv aus, wenngleich es in den 1960er-Jahren auch Kritik schwarzer Bürgerrechtler gab, die den Roman für assimiliert hielten und Baldwin fehlenden Stolz in seiner Darstellung der Afroamerikaner vorwarfen.
Eine deutsche Übersetzung erschien erstmals 1966 von Jürgen Manthey bei Rowohlt als Gehe hin und verkünde es vom Berge. Nachdem das Werk in deutscher Sprache weitgehend vergriffen war, folgte 2018 eine Neuübersetzung durch Miriam Mandelkow unter dem Titel Von dieser Welt. Der Deutschlandfunk sah die Neuübersetzung als Teil einer Baldwin-Renaissance; seine Werke seien „kein bisschen veraltet“: „Wer ihn heute liest, hat das Gefühl, ein Zeitgenosse habe ihn geschrieben.“ Baldwin erfasse immer wieder ganz bestimmte Situationen, die exemplarisch für viel Größeres stehen würden.
Georg Diez schrieb in Der Spiegel zur Neuübersetzung: „Es ist die Klarheit, auch Härte, die diesen Roman ausmacht, der seinen Platz neben dem Klassiker Der unsichtbare Mann von Ralph Ellison aus dem Jahr 1952 hat, genauso wie eine Wachheit der Worte, die sich fast zu bewegen scheinen auf der Seite, die herausdrängen und über das hinausweisen, was in dem Buch passiert – und die Jahre, die es dauerte, bis Baldwin in der Lage war, diesen Roman zu schreiben (...)“.
Insbesondere für die Übertragung dieses Romans wurde Mandelkow 2020 mit dem Helmut-M.-Braem-Übersetzerpreis ausgezeichnet.

## Verfilmung
1984 entstand unter Regie von Stan Lathan der Fernsehfilm Go Tell It on the Mountain mit Paul Winfield als erwachsenem Gabriel, Ving Rhames als jugendlichem Gabriel und Ruby Dee als Mrs. Grimes. Baldwin äußerte sich positiv zu der Verfilmung, deren Vorbereitungen insgesamt acht Jahre dauerten, da Filmproduzenten kaum finanzielles Potenzial dafür sahen.

## Ausgaben
- Go Tell It on the Mountain, 1953
- Übersetzung von Jürgen Manthey: Gehe hin und verkünde es vom Berge. Rowohlt, Reinbek 1966, ISBN 978-3-499-11415-1
- Neuübersetzung von Miriam Mandelkow: Von dieser Welt. Vorw. Verena Lueken. dtv, München 2018, ISBN 978-3-423-28153-9